# Tour de Lombardie 1996
La 90e édition du Tour de Lombardie a lieu le 19 octobre 1996. Remportée par l'Italien Andrea Tafi, de l'équipe Mapei-GB, elle est la dixième des onze épreuves de la Coupe du monde.

## Classement final
| Pos. | Cycliste         | Équipe        | Temps           |
| ---- | ---------------- | ------------- | --------------- |
| 1    | Andrea Tafi      | Mapei-GB      | 5 h 51 min 46 s |
| 2    | Fabian Jeker     | Festina-Lotus | + 2 min 19 s    |
| 3    | Axel Merckx      | Motorola      | + 2 min 22 s    |
| 4    | Daniele Nardello | Mapei-GB      | + 2 min 29 s    |
| 5    | Davide Rebellin  | Polti         | m.t.            |
| 6    | Gianni Bugno     | MG Maglificio | + 3 min 3 s     |
| 7    | Richard Virenque | Festina-Lotus | + 3 min 4 s     |
| 8    | Mauro Gianetti   | Polti         | m.t.            |
| 9    | Laurent Jalabert | Once          | m.t.            |
| 10   | Andrea Peron     | Motorola      | m.t.            |